# Vlag van Kapelle

Vlag van de gemeente Kapelle
(sinds 1970)

Vlag van de gemeente Kapelle
(1950 - 1970)

De vlag van Kapelle werd op 24 maart 1970 vastgesteld als de gemeentelijke vlag van de toenmalige Zeeuwse gemeente Kapelle. De vlag wordt als volgt beschreven:
Twee banen aan de broekzijde geel en wit en aan de vluchtzijde wit en geel, met over de 
delingslijnen een kruis, waarvan de hoogte van de armen ¼ van de hoogte van de vlag bedraagt en waarvan de horizontale arm rood en de verticale blauw is, die elkaar diagonaalsgewijze raken.
Het ontwerp was van J.P. v.d. Drift. De kleuren zijn ontleend aan het gemeentewapen, met als voornaamste kleuren die van het heerlijkheidswapen van Kapelle en die van het wapen van Wemeldinge. Met de kleuren hiervan is een kruis gemaakt, als symbool voor de kapel uit het wapen. De vier rechthoeken rond het kruis stellen de overige vier vroegere gemeenten voor: Biezelinge, Eversdijk, Schore en Wemeldinge. De Hoge Raad van Adel (HRvA) ging bij het ontwerp uit van de gemeenten die op het moment van samenvoeging reeds een vlag hadden. Omdat zowel het wapen als de vlag bij de HRvA bekend waren kon het gebeuren dat Kapelle een nieuwe vlag had voordat het een nieuw wapen had.

## Eerdere vlag
Op 6 november 1950 is een eerdere gemeentevlag bij raadsbesluit vastgesteld. Dit was een vlag met vier even hoge horizontale banen in wit, rood, geel en zwart. Deze kleuren waren ontleend aan het gemeentewapen van 1950. De vlag was ontworpen door de Hoge Raad van Adel.

## Verwante wapens

Wapen van Kapelle (1970)
Wapen van Kapelle (1950)
Wapen van Kapelle (1818)
Heerlijkheidswapen van Kapelle

Borsele 
· Goes 
· Hulst 
· Kapelle 
· Middelburg 
· Noord-Beveland 
· Reimerswaal 
· Schouwen-Duiveland 
· Sluis 
· Terneuzen 
· Tholen 
· Veere 
· Vlissingen